# Simon Loshi
Simon Loshi (Tilburg, 16 februari 2000) is een Kosovaars-Nederlands voetballer die als verdediger speelt.

## Carrière
Simon Loshi speelde in de jeugd van Willem II en van 2009 tot 2019 voor Feyenoord. In 2019 vertrok hij transfervrij naar ADO Den Haag, waar hij een half jaar met Jong ADO Den Haag in de Derde divisie Zondag speelde. In de winterstop van het seizoen 2019/20 maakte hij de overstap naar het Kosovaarse KF Feronikeli, waar hij in het betaald voetbal debuteerde. Dit gebeurde op 23 februari 2020, in de met 2-1 verloren uitwedstrijd tegen KF Llapi. Medio 2020 vervolgde hij zijn loopbaan in Polen bij CWKS Resovia uit Rzeszów dat uitkomt in de I liga. Ook zijn broer Skender speelt in Polen. Hij speelde geen enkele wedstrijd voor deze club en in de winterstop van het seizoen 2020/21 werd zijn contract beëindigd. Hierna keerde hij terug bij Feronikeli. In de tweede helft van het seizoen kwam hij hier in actie, maar in het seizoen 2021/22 niet meer. In januari 2022 keerde hij terug naar Nederland, waar hij voor ASWH speelt.

### Statistieken
| Seizoen                     | Club              | Land           | Competitie         | Competitie | Competitie | Beker | Beker | Totaal | Totaal |
| Seizoen                     | Club              | Land           | Competitie         | Wed.       | Dlp.       | Wed.  | Dlp.  | Wed.   | Dlp.   |
| --------------------------- | ----------------- | -------------- | ------------------ | ---------- | ---------- | ----- | ----- | ------ | ------ |
| 2019/20                     | Jong ADO Den Haag | Nederland      | Derde divisie zon. | 8          | 0          | –     | –     | 8      | 0      |
| 2019/20                     | KF Feronikeli     | Kosovo         | Superliga          | 9          | 0          | 3     | 0     | 12     | 0      |
| 2020/21                     | CWKS Resovia      | Polen          | I liga             | 0          | 0          | 0     | 0     | 0      | 0      |
| 2020/21                     | KF Feronikeli     | Kosovo         | Superliga          | 11         | 0          | 1     | 0     | 12     | 0      |
| 2021/22                     | KF Feronikeli     | Kosovo         | Superliga          | 0          | 0          | 0     | 0     | 0      | 0      |
| 2021/22                     | ASWH              | Nederland      | Tweede divisie     | 2          | 0          | 0     | 0     | 2      | 0      |
| Carrièretotaal              | Carrièretotaal    | Carrièretotaal | Carrièretotaal     | 30         | 0          | 4     | 0     | 34     | 0      |
| Bijgewerkt op 31 maart 2022 |                   |                |                    |            |            |       |       |        |        |